# Lariflette
Lariflette est une série de bande dessinée humoristique créée par Daniel Laborne et publiée pour la première fois en 1939 dans le journal Le Petit Parisien, puis en 1946 dans le journal Ouest-France, jusqu'en 1988, dans l'Écho Républicain ainsi que dans le magazine Coq hardi. 
Cette série raconte les petites aventures au quotidien de Désiré Lariflette, un Français moyen, dans la France d'après-guerre des années 50-60. Tout d'abord soldat dans l'armée, il est ensuite démobilisé et va exercer de multiples professions et activités. L'histoire montre aussi les tranches de vie souvent burlesques que vit Lariflette avec sa femme, Bichette, et leurs six enfants.
Les gags se présentent sous la forme de bande de quelques cases (comic strip) en noir et blanc, et les dialogues sont placés en sous-titre (les phylactères sont rares). Il existe trois albums de Lariflette.

## La famille Lariflette
- Désiré Lariflette : personnage principal et chef de famille, c'est un brave petit homme qui peut se montrer assez malin, mais aussi maladroit. Il porte presque toujours un maillot de marin et un petit chapeau sur la tête[4].
- Bichette : épouse de Désiré Lariflette. C'est une femme assez corpulente et autoritaire avec ses enfants (et parfois son mari). Elle porte toujours un tablier et un petit chignon noir sur la tête.
- Zoé : fille aînée d'une vingtaine d'années, apparaissant de temps à autre et qui a de nombreux prétendants au mariage.
- Exupère : collégien, il n'a qu'un rôle assez épisodique.
- Juju : seconde fille, au rôle tout aussi épisodique.
- Tatave : jeune garçon d'une dizaine d'années. C'est l'enfant de la famille qu'on voit le plus souvent. Il est plutôt malicieux, surtout pour faire des bêtises.
- Didine : plus jeune fille de la famille, on la voit le plus souvent en compagnie de Tatave.
- Lolo : dernier-né de la famille et qui ne marche pas encore.

## Albums
- Le soldat Lariflette, 1944, éd. SEVE-OPL, texte et dessin de Daniel Laborne.
- Lariflette, 1976, éd. Ouest France, texte et dessin de Daniel Laborne  (ISBN 2-85882-050-3)
- Lariflette en vacances, 1977, éd. Ouest France, texte et dessin de Daniel Laborne  (ISBN 2-85882-036-8)